# 로버트 브루스 메리필드
로버트 브루스 메리필드(영어: Robert Bruce Merrifield, 1921년 7월 15일 ~ 2006년 5월 14일)는 미국의 생화학자이다. 1984년에 고체기질 위에서의 화학합성 방법론을 개발한 공로로 노벨 화학상을 수상했다.

## 수상 경력
- 1969년 : 앨버트 래스커 기초 의학 연구상
- 1970년 : 가드너 국제상
- 1984년 : 노벨 화학상
- 1993년 : 글렌 T. 시보그 메달